# Gillette Stadium
Il Gillette Stadium è uno stadio situato a Foxborough, nel Massachusetts. Vi si giocano le partite casalinghe dei New England Patriots della NFL e dei New England Revolution della MLS.
L'impianto ha sostituito il Foxboro Stadium, chiuso il 19 gennaio 2002 e successivamente demolito, che nel 1994 aveva ospitato sei incontri del Campionato mondiale di calcio USA 1994. L'area occupata dal vecchio stadio è stata destinata a parcheggi e punti di ristoro.

## Storia
Il progetto del Gillette Stadium venne realizzato dallo studio di architettura Hellmuth, Obata + Kassabaum (HOK) e la sua realizzazione fu voluta fortemente da Robert K. Kraft, proprietario dei New England Patriots e dei New England Revolution, il quale indicò come modello per il nuovo impianto l'M&T Bank Stadium di Baltimora. Kraft insistette con i progettisti per avere un ingresso dello stadio simile a Disneyland e lo studio presentò 200 disegni prima che il proprietario ne trovasse uno di suo gradimento. All'ingresso nord della struttura vi sono un faro, che originariamente era stato progettato per proiettare la luce fino ad una distanza di due miglia (3,2 km) e un ponte con un'arcata, sul modello del Longfellow Bridge di Boston. Il faro e il ponte sono presenti nel logo dello stadio.

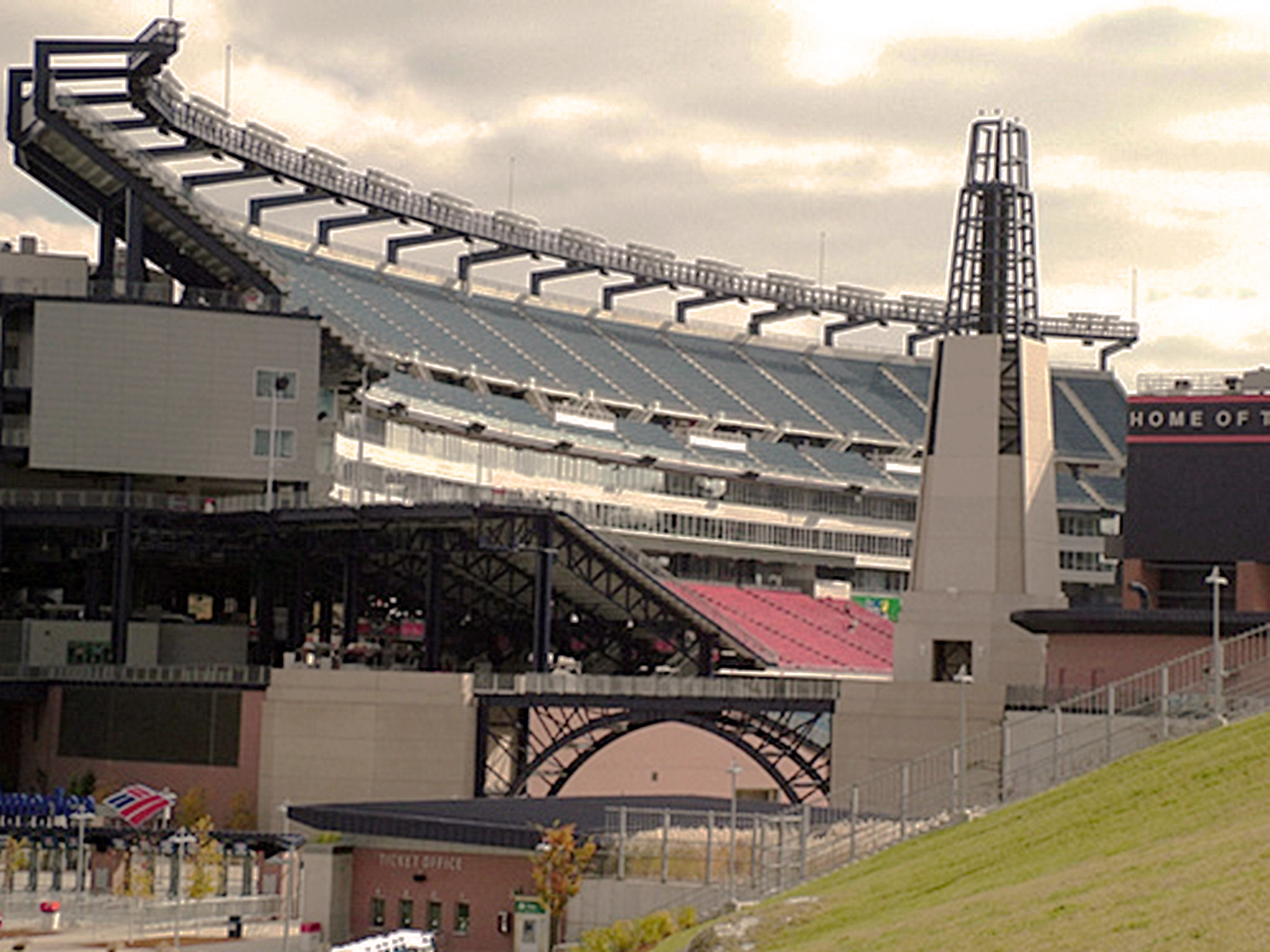
L'ingresso nord

Il progetto di realizzazione dell'impianto venne approvato il 6 dicembre 1999. Contemporaneamente al progetto venne annunciato un collegamento tra lo stadio e la U.S. Route 1 e la realizzazione di un parcheggio da 3000 posti auto per il numero sempre più crescente di tifosi. La capienza è di 68 756 posti, tutti a sedere, compresi 6000 riservati ai clubs e 87 sky box. L'impianto venne realizzato ad un costo di 325 milioni di dollari, con fondi interamente privati, facendo di Boston l'unica città nello sport professionistico statunitense in cui tutte le strutture in cui giocano le principali squadre sono di proprietà privata e gestite da privati: Patriots e Revolution possiedono il Gillette Stadium, i Red Sox possiedono Fenway Park e il TD Garden, di proprietà dell'impresa ricettiva Delaware North, è l'impianto preso in affitto dai Celtics e dai Bruins per i loro incontri interni, rispettivamente, in NBA e in NHL.
La costruzione, avviata il 4 marzo 2000, venne ultimata nel 2002, mentre la gara inaugurale fu giocata l'11 maggio dello stesso anno dai New England Revolution in un impianto parzialmente aperto.
La grande cerimonia di apertura si svolse il 9 settembre 2002, quando i Patriots mostrarono ai propri tifosi il Super Bowl vinto la stagione precedente in occasione del Monday Night con i Pittsburgh Steelers.
Nel 2006 l'erba naturale venne sostituita con erba artificiale che a sua volta nel 2010 fu sostituita con erba sintetica di più moderna tecnologia.
Durante i primi otto anni nello stadio vennero utilizzati due schermi con un tabellone a LED appena al di sotto di essi, posti uno all'estremità nord e l'altro all'estremità sud dell'impianto. Nel 2010 furono installati due nuovi schermi ad alta definizione in sostituzione dei precedenti: all'epoca in cui vennero installati, lo schermo più grande, che misurava 41.5 piedi di altezza e 164 piedi di larghezza (12,6 m x 50,0 m), era il secondo più grande schermo degli stadi della NFL, più piccolo solo di quello dell'AT&T Stadium di Arlington, Texas.
Gillette acquistò i diritti di denominazione dell'impianto, il quale mantenne tale nome anche quando la compagnia fu acquisita da Procter & Gamble (P&G continuò infatti ad utilizzare il brand Gillette dal momento che quest'ultima, essendo stata fondata nell'area di Boston, aveva una tradizione ben radicata sul territorio). Nel settembre 2010 Gillette e i Patriots annunciarono di aver raggiunto un accordo di collaborazione,  nel quale era compreso anche il prolungamento dei diritti di denominazione dello stadio fino al 2031.
L'impianto, ribattezzato dai tifosi dei Patriots "The Razor" o anche semplicemente "Gillette", durante la stagione NFL 2014 fu teatro del cosiddetto Deflategate, uno scandalo che coinvolse i New England Patriots, accusati di avere gonfiato i palloni da gioco della finale della American Football Conference contro gli Indianapolis Colts il 18 gennaio 2015 a una pressione inferiore alla norma.

## Calcio
Lo stadio ha ospitato una finale della Major League Soccer 2002, alcuni incontri del Campionato mondiale femminile di calcio 2003, incontri di varie edizioni della CONCACAF Gold Cup e nel 2016 alcuni incontri dell'Edizione del Centenario della Copa América.

### MLS Cup 2002
| Data            | Ora (EDT) | Squadra numero 1       | Risultato | Squadra numero 2   | Spettatori |
| --------------- | --------- | ---------------------- | --------- | ------------------ | ---------- |
| 20 ottobre 2002 | 15.00     | New England Revolution | 0–1       | Los Angeles Galaxy | 61.316     |

### Campionato mondiale femminile di calcio 2003
| Data              | Ora (EDT) | Squadra numero 1 | Risultato | Squadra numero 2 | Fase del torneo  | Spettatori |
| ----------------- | --------- | ---------------- | --------- | ---------------- | ---------------- | ---------- |
| 27 settembre 2003 | 12.45     | Corea del Sud    | 1–7       | Norvegia         | Gruppo B         | 14.356     |
| 27 settembre 2003 | 15.30     | Canada           | 3–1       | Giappone         | Gruppo C         | 14.356     |
| 1º ottobre 2003   | 19.30     | Stati Uniti      | 1–0       | Norvegia         | Quarti di finale | 25.103     |

### CONCACAF Gold Cup
CONCACAF Gold Cup 2003
| Data           | Squadra numero 1 | Risultato | Squadra numero 2 | Fase del torneo  | Spettatori |
| -------------- | ---------------- | --------- | ---------------- | ---------------- | ---------- |
| 11 luglio 2003 | Stati Uniti      | 2–0       | El Salvador      | Gruppo B         | 33.652     |
| 13 luglio 2003 | Martinica        | 0–2       | Stati Uniti      | Gruppo B         | 8.780      |
| 15 luglio 2003 | El Salvador      | 1–0       | Martinica        | Gruppo B         | 10361      |
| 19 luglio 2003 | Stati Uniti      | 5–0       | Cuba             | Quarti di finale | 15.627     |
| 19 luglio 2003 | Costa Rica       | 5–2       | El Salvador      | Quarti di finale | 15.627     |

CONCACAF Gold Cup 2005
| Data           | Squadra numero 1 | Risultato | Squadra numero 2 | Fase del torneo  | Spettatori |
| -------------- | ---------------- | --------- | ---------------- | ---------------- | ---------- |
| 11 luglio 2005 | Stati Uniti      | 0–0       | Costa Rica       | Gruppo B         | 15.211     |
| 11 luglio 2005 | Canada           | 2–1       | Cuba             | Gruppo B         | 15.211     |
| 16 luglio 2005 | Honduras         | 3–2       | Costa Rica       | Quarti di finale | 22.108     |
| 16 luglio 2005 | Stati Uniti      | 3–1       | Giamaica         | Quarti di finale | 22.108     |

CONCACAF Gold Cup 2007
| Data           | Squadra numero 1  | Risultato | Squadra numero 2 | Fase del torneo  | Spettatori |
| -------------- | ----------------- | --------- | ---------------- | ---------------- | ---------- |
| 12 giugno 2007 | Stati Uniti       | 4–0       | El Salvador      | Gruppo B         | 26.523     |
| 12 giugno 2007 | Trinidad e Tobago | 1–1       | Guatemala        | Gruppo B         | 26.523     |
| 16 giugno 2007 | Canada            | 3–0       | Guatemala        | Quarti di finale | 22.412     |
| 16 giugno 2007 | Stati Uniti       | 2–1       | Panama           | Quarti di finale | 22.412     |

CONCACAF Gold Cup 2009
| Data           | Squadra numero 1 | Risultato | Squadra numero 2 | Fase del torneo | Spettatori |
| -------------- | ---------------- | --------- | ---------------- | --------------- | ---------- |
| 11 luglio 2009 | Stati Uniti      | 2–2       | Haiti            | Gruppo B        | 24.137     |
| 11 luglio 2009 | Honduras         | 4–0       | Grenada          | Gruppo B        | 24.137     |

CONCACAF Gold Cup 2015
| Data          | Squadra numero 1 | Risultato | Squadra numero 2 | Fase del torneo | Spettatori |
| ------------- | ---------------- | --------- | ---------------- | --------------- | ---------- |
| 7 luglio 2015 | Honduras         | 1–1       | Panama           | Gruppo A        | 46.720     |
| 7 luglio 2015 | Stati Uniti      | 1–0       | Haiti            | Gruppo A        | 46.720     |

### Copa América Centenario
| Data           | Ora (EDT) | Squadra numero 1 | Risultato | Squadra numero 2 | Fase del torneo  | Spettatori |
| -------------- | --------- | ---------------- | --------- | ---------------- | ---------------- | ---------- |
| 10 giugno 2016 | 19:00     | Cile             | 2 - 1     | Bolivia          | Gruppo D         | 19.392     |
| 12 giugno 2016 | 20:30     | Brasile          | 0 - 1     | Perù             | Gruppo B         | 36.187     |
| 18 giugno 2016 | 19:00     | Argentina        | 4 - 1     | Venezuela        | Quarti di finale | 59.183     |

## Galleria d'immagini

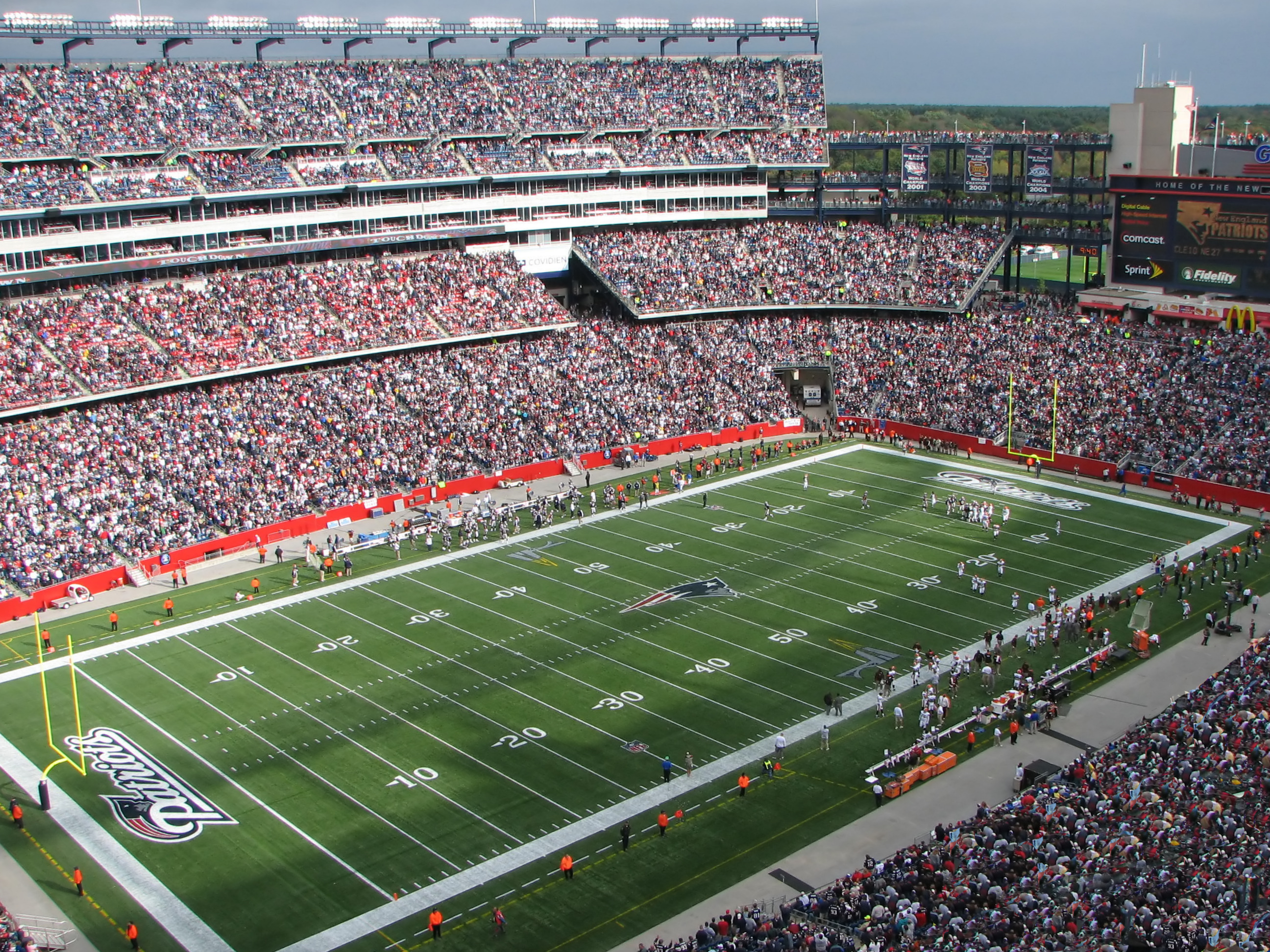
durante una partita dei Patriots
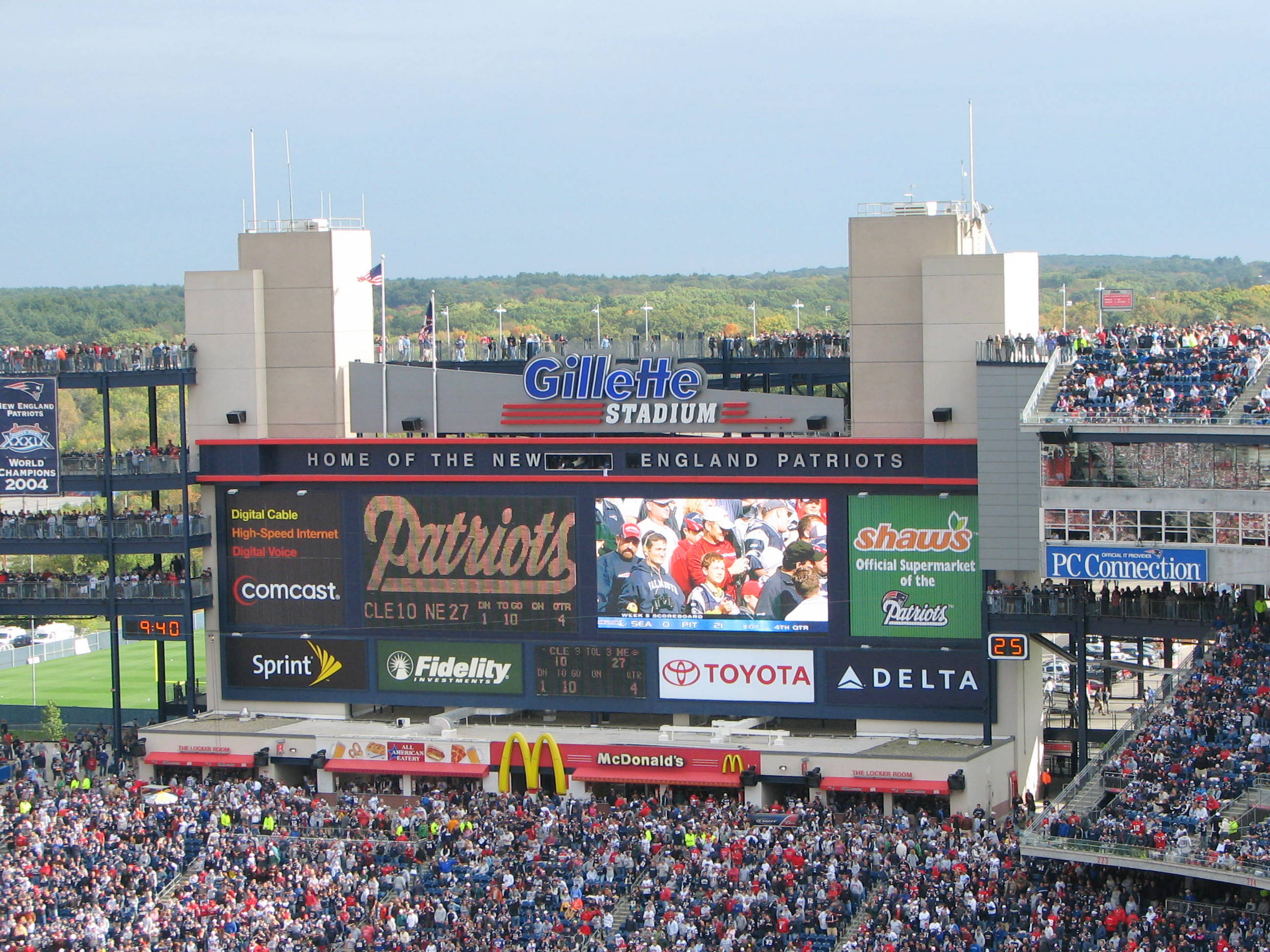
Lo Schermo dello stadio
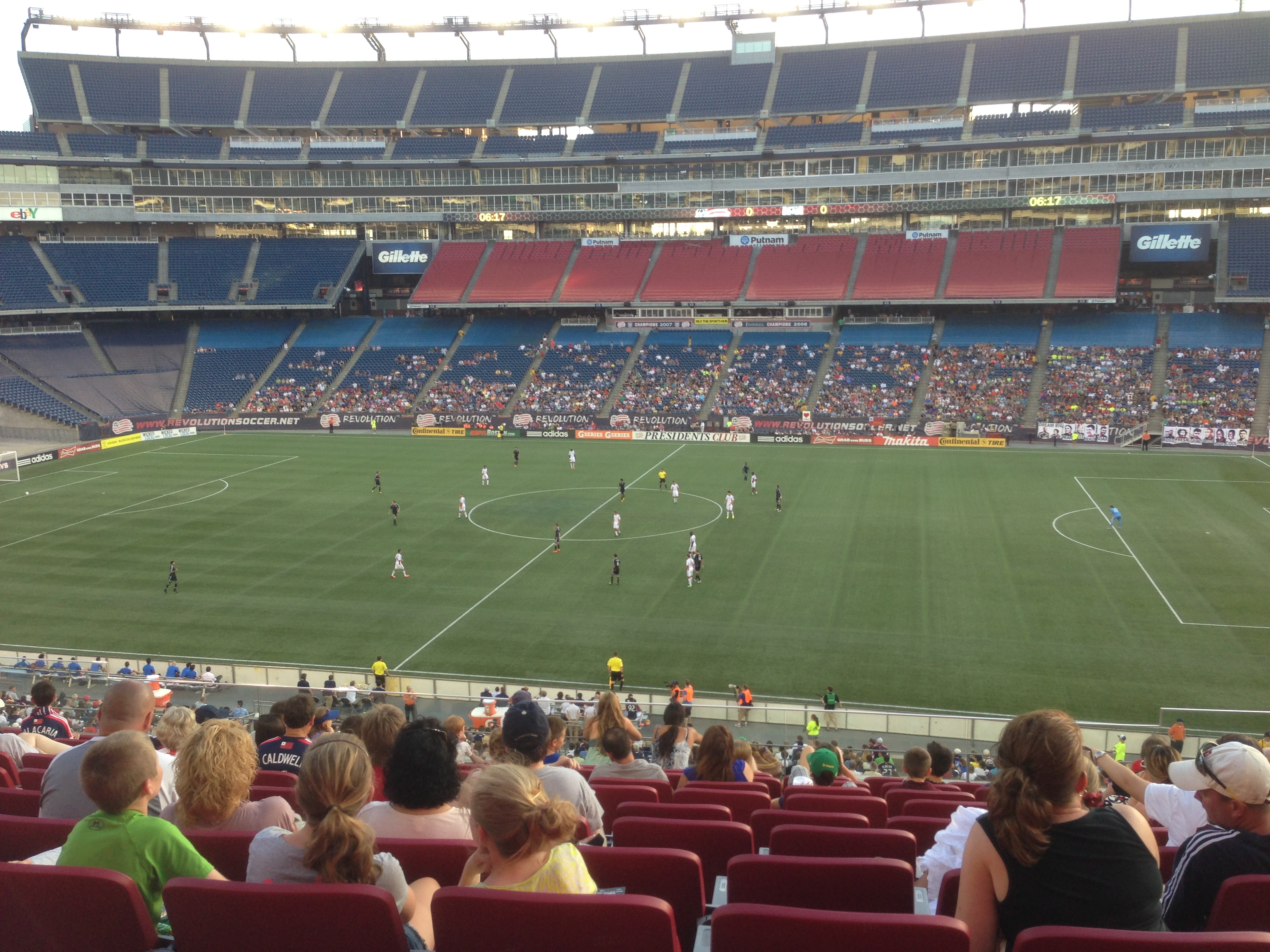
durante una partita dei Revs
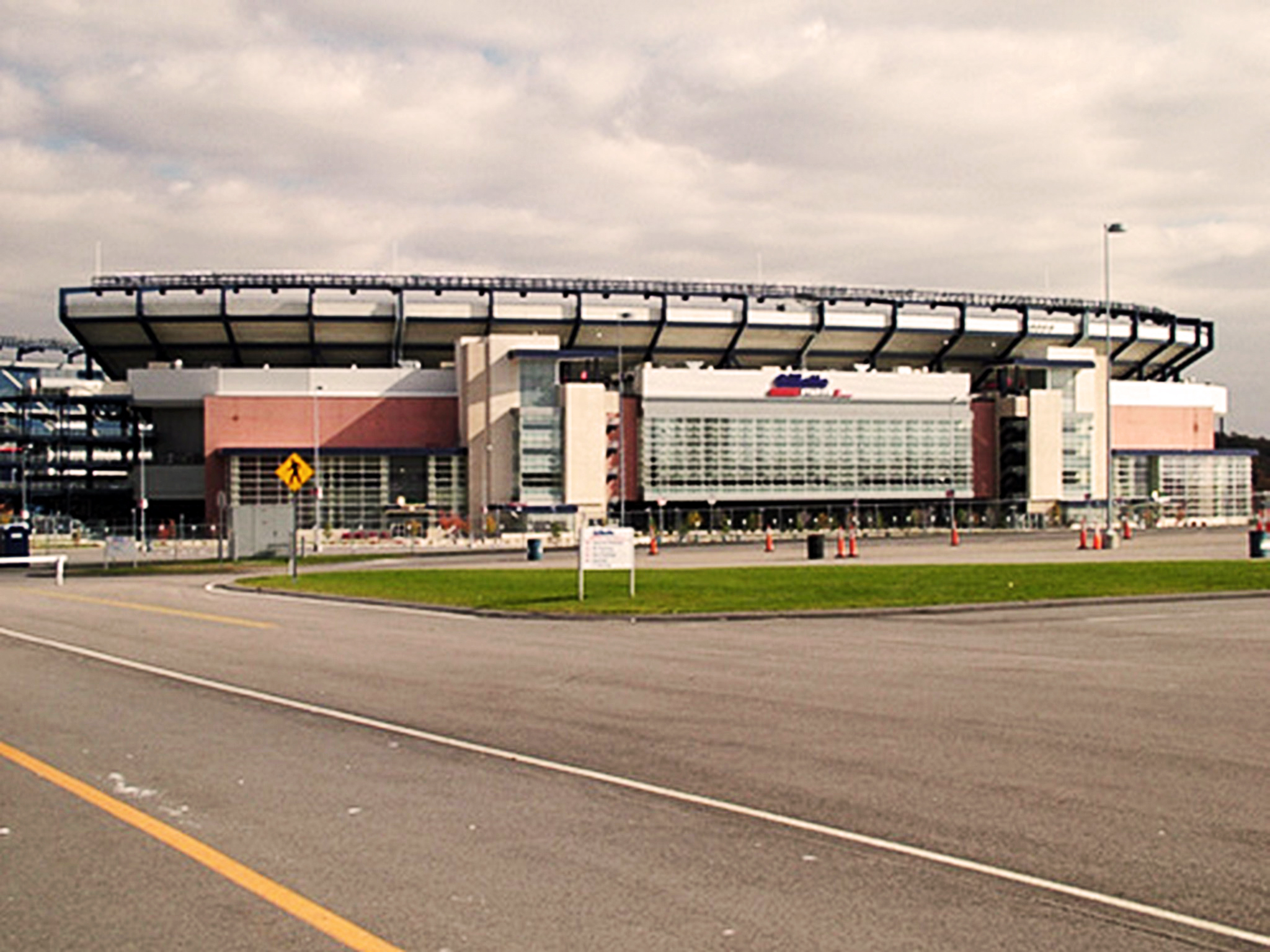
esterno della tribuna est dello stadio